# Anthriscus
- Commons
- Wikispecies

Antrisco (Anthriscus) é um género botânico pertencente à família Apiaceae.

## Portugal
Em Portugal este género está representado por 2 espécies:
- Anthriscus caucalis M.Bieb.
- Anthriscus sylvestris (L.) Hoffm.

A primeira está presente em Portugal Continental (onde é nativa) e na Madeira (onde é invasora). A segunda está presente em Portugal Continental, onde é nativa. 